# Инвариант Хопфа
Инвариант Хопфа — гомотопический инвариант отображений между сферами определённых размерностей.
Предложен Хайнцем Хопфом в 1931 году.

## Определение
Пусть {\displaystyle \varphi \colon S^{2n-1}\to S^{n}} — непрерывное отображение (предположим {\displaystyle n>1}).
Рассмотрим CW-комплекс
{\displaystyle C_{\varphi }=S^{n}\cup _{\varphi }D^{2n},}
где {\displaystyle D^{2n}} есть {\displaystyle 2n}-мерный диск, приклеенный к {\displaystyle S^{n}} по отображению {\displaystyle \varphi }.
Группы клеточных цепей {\displaystyle C_{\mathrm {cell} }^{*}(C_{\varphi })} равны {\displaystyle \mathbb {Z} } в размерностях 0, {\displaystyle n} и {\displaystyle 2n}, а иначе нули. 
Обозначим образующие групп когомологий через
{\displaystyle H^{n}(C_{\varphi })=\langle \alpha \rangle } и {\displaystyle H^{2n}(C_{\varphi })=\langle \beta \rangle .}
По размерным соображениям все произведения между этими классами должны быть тривиальными, кроме возможно {\displaystyle \alpha \smile \alpha }.
Таким образом, кольцо когомологий {\displaystyle C_{\varphi }} задаётся следующим образом
{\displaystyle H^{*}(C_{\varphi })=\mathbb {Z} [\alpha ,\beta ]/\langle \beta \smile \beta =\alpha \smile \beta =0,\alpha \smile \alpha =h(\varphi )\cdot \beta \rangle .}
Целое число {\displaystyle h(\varphi )} и является инвариантом Хопфа отображения {\displaystyle \varphi }.

## Свойства
- Отображение {\displaystyle h\colon \pi _{2n-1}(S^{n})\to \mathbb {Z} } является гомоморфизмом.
  - Более того, если {\displaystyle n} чётно, то образ {\displaystyle h} содержит {\displaystyle 2\mathbb {Z} }.

- Инвариант расслоений Хопфа равен {\displaystyle 1}, где {\displaystyle n=1,2,4,8}, соответственно, соответствует вещественным алгебрам с делением {\displaystyle \mathbb {A} =\mathbb {R} ,\mathbb {C} ,\mathbb {H} ,\mathbb {O} } и расслоению {\displaystyle S(\mathbb {A} ^{2})\to \mathbb {PA} ^{1}}, направляющему направление на сферу в подпространство, которое она охватывает. 
  - Более того, с точностью до гомотопической эквивалентности это единственные отображения с единичным инвариантом Хопфа. Эта теорема была доказана сначала Фрэнком Адамсом, а затем Адамсом и Майклом Атией методами топологической K-теории.

- Инвариант Хопфа гладкого отображения {\displaystyle \varphi \colon S^{2n-1}\to S^{n}}, равен индексу зацепления в {\displaystyle \colon S^{2n-1}} прообразов двух регулярных значений в {\displaystyle \varphi } в {\displaystyle \varphi S^{n}}.

- Пусть {\displaystyle \omega } — такая {\displaystyle n}-форма на {\displaystyle \mathbb {S} ^{n}}, что {\displaystyle \int _{\mathbb {S} ^{n}}\omega =1}. Tогда её понятие {\displaystyle \varphi ^{*}\omega } точное, то есть {\displaystyle \phi ^{*}\omega =d\eta } для некоторой {\displaystyle (n-1)}-формы {\displaystyle \eta } на {\displaystyle \mathbb {S} ^{2n-1}} и следующий интеграл равен инварианту Хопфа отображения {\displaystyle \varphi }[2]:prop. 17.22
{\displaystyle \ \ \int \limits _{\mathbb {S} ^{2n-1}}\eta \wedge d\eta .}